# Il Ciocco
Il Ciocco ist der Name eines Resorts mit Ausrichtung auf Sport und Wellness. Es liegt auf dem Gebiet der italienischen Gemeinde Barga in der Provinz Lucca, Toskana, und war mehrfach Austragungsort hochrangiger Sportereignisse, insbesondere im Radsport.

## Lage
Il Ciocco liegt auf den Hängen oberhalb der Fraktion Castelvecchio Pascoli an der orographisch rechten Uferseite des Serchio auf etwa 470 m s.l.m. im toskanisch-emilianischen Apennin. Es ist von Wäldern umgeben, in denen es ein Netz von Wanderwegen und Mountainbike-Trails gibt. Außerdem gibt es ein Fußballfeld sowie Anlagen für Basketball, Tennis und Volleyball.

## Ausrichtung von Sportereignissen
Das in den 1960er Jahren gegründete Resort war mehrfach Etappenziel des Giro d’Italia, darunter in den drei aufeinanderfolgenden Jahren 1974 (Etappe 11a), 1975 (Bergzeitfahren der 14. Etappe) und 1976 (13. Etappe) sowie nochmals 1995 (11. Etappe). Il Ciocco war zudem Austragungsort der Mountainbike-Weltmeisterschaften 1991. 2019 fanden ein Lauf des UCI-Trial-Weltcups sowie die Trial-Europameisterschaften dort statt, 2021 waren dort die Weltmeisterschaften für Masters im Mountainbike-Marathon und 2023 die Jugend-Europameisterschaften im Mountainbikesport.
Ein Spiel im Kandidatenturnier der Schachweltmeisterschaft 1978 fand ebenfalls in Il Ciocco statt. Die seit den 1970er Jahren bestehende Rally Il Ciocco gehört zur italienischen Rallye-Meisterschaft.

## Sitz von Fernsehsender
Der 1984 gegründete italienische Musiksender Videomusic hatte seinen Sitz im Gebäudekomplex Il Ciocco. Eigentümer des Senders waren Marialina Marcucci and Pier Luigi Stefani. Da der Marcucci-Familie zeitgleich das Ressort Il Ciocco gehörte, wurde Videomusic hier angesiedelt. Ab 1988 entstanden hier auch regelmäßig Musiksendungen für das pan-europäische Satellitenprogramm Super Channel. 1994 wurde Videomusic verkauft und wenige Jahre später aufgelöst. Das ehemalige TV-Studio wurde anschließend zum Veranstaltungszentrum Il Ciocco Studios umgebaut.